# Peter Bonetti
Peter Phillip Bonetti, más conocido como Peter Bonetti, (Putney, Londres, 27 de septiembre de 1941-Ibidem., 12 de abril de 2020) fue un futbolista británico que se desempeñó como guardameta en el Chelsea FC. Fue el segundo jugador con más encuentros disputados en la historia del Chelsea, al haber acumulado 729 encuentros entre 1959 y 1979. Era apodado El Gato por sus grandes reflejos bajo el arco.

## Infancia
Peter Bonetti nació en Putney, southwest Londres. Su familia se mudó a Worthing, Sussex en 1948. Sus padres tenían un café en el paseo marítimo cerca del Dome Cinema. Eran suizos que habían emigrado a Inglaterra. Bonetti asistió al St Mary's Catholic Primary School, Worthing. Brilló desde temprana edad jugando para el Worthing.

## Selección nacional
Fue internacional con la selección de fútbol de Inglaterra en 7 ocasiones. Debutó el 3 de julio de 1966, en un encuentro amistoso ante la selección de Dinamarca que finalizó con marcador de 2-0 a favor de los ingleses.

### Participaciones en Copas del Mundo
| Mundial                        | Sede       | Resultado        |
| ------------------------------ | ---------- | ---------------- |
| Copa Mundial de Fútbol de 1966 | Inglaterra | Campeón          |
| Copa Mundial de Fútbol de 1970 | México     | Cuartos de final |

## Clubes
| Club            | País           | Año         |
| --------------- | -------------- | ----------- |
| Chelsea FC      | Inglaterra     | 1959 - 1975 |
| St. Louis Stars | Estados Unidos | 1975        |
| Chelsea FC      | Inglaterra     | 1976 - 1979 |
| Dundee United   | Escocia        | 1979        |
| Woking FC       | Inglaterra     | 1986        |

## Palmarés

### Campeonatos nacionales
| Título              | Club       | País       | Año     |
| ------------------- | ---------- | ---------- | ------- |
| Football League Cup | Chelsea FC | Inglaterra | 1964-65 |
| FA Cup              | Chelsea FC | Inglaterra | 1969-70 |

### Copas internacionales
| Título                 | Club*             | País       | Año     |
| ---------------------- | ----------------- | ---------- | ------- |
| Recopa de Europa       | Chelsea FC        | Inglaterra | 1970-71 |
| Copa Mundial de Fútbol | Selección inglesa | Inglaterra | 1966    |

(*) Incluyendo la Selección inglesa.

### Distinciones individuales
| Distinción                   | Año  |
| ---------------------------- | ---- |
| Mejor Jugador del Chelsea FC | 1967 |